# هوشنگ شادلو
هوشنگ شادلو سیاست‌مدار ایرانی بود، که در دوره بیست و چهارم مجلس شورای ملی بعنوان نماینده بجنورد از استان خراسان شمالی در مجلس شورای ملی حضور داشت.